# Апкална, Ивета
И́вета А́пкална (урожд. Ви́люма, латыш. Iveta Apkalna (Viļuma); род. 30 ноября 1976, Резекне) — латвийская органистка и пианистка, солистка гамбургской Эльбской филармонии.

## Биография
Родилась 30 ноября 1976 года в городе Резекне Латвийской ССР. Училась в музыкальной школе в Резекне, окончила с отличием Латвийскую музыкальную академию имени Язепа Витола в Риге по классу фортепиано и органа, продолжила обучение в Гилдхоллской школе музыки и театра в Лондоне и получила в 2000 году диплом с отличием. В 2000—2003 годах училась по органу в Штутгартской высшей школе музыки и театра у органиста Людгера Ломанна. Участвовала в органных мастер-классах Эвальда Кооймана, профессоров Ханса-Улы Эрикссона и Даниэля Рота.
В 1993 году в шестнадцатилетнем возрасте играла на богослужении в Аглонской базилике во время визита Папы Римского Иоанна Павла II. Помимо Латвии, сольные концерты Иветы Апкалны были в России, Польше, Финляндии, Норвегии, Англии, Франции, Люксембурге, Германии, Австрии, Швейцарии и Словении. Выступала с ведущими оркестрами мира, среди которых Берлинский филармонический оркестр, Симфонический оркестр Баварского радио и Kremerata Baltica, под руководством выдающихся дирижёров — Клаудио Аббадо, Симона Янг, Марис Янсонс, Густаво Дудамель, Марек Яновски и другие.
В настоящее время проживает в Берлине и Риге, и ведет активную концертную деятельность.

## Победы в конкурсах и награды
- 1997 — 3-е премия на Международном конкурсе органистов в Лахти, Финляндия.
- 1998 — 1-я премия на конкурсе North London Piano School Competition, Великобритания.
- 1999 — 3-я премия на Международном конкурсе органистов имени М. К. Чюрлёниса, Литва.
- 2002 — Баховская премия на Международном конкурсе органистов в Калгари, Канада.
- 2003 — 1-я премия на III Международный конкурс имени М. Таривердиева в Калининграде, специальная премия фонда «Искусство Добра»[6].
- 2003, 2017 — Большая музыкальная награда (Латвия)
- 2005 — ECHO Klassik[нем.] в номинации «Инструменталист года (Орган)».
- 2008 — ECHO Klassik в номинации «Классика без границ».
- 2014 — Почётный гражданин города Резекне[4].
- 2018 — Командор ордена Трёх звёзд[7].
- 2019 — Почётная грамота Президента Латвии[8].